# Jean-Nicolas Houchard

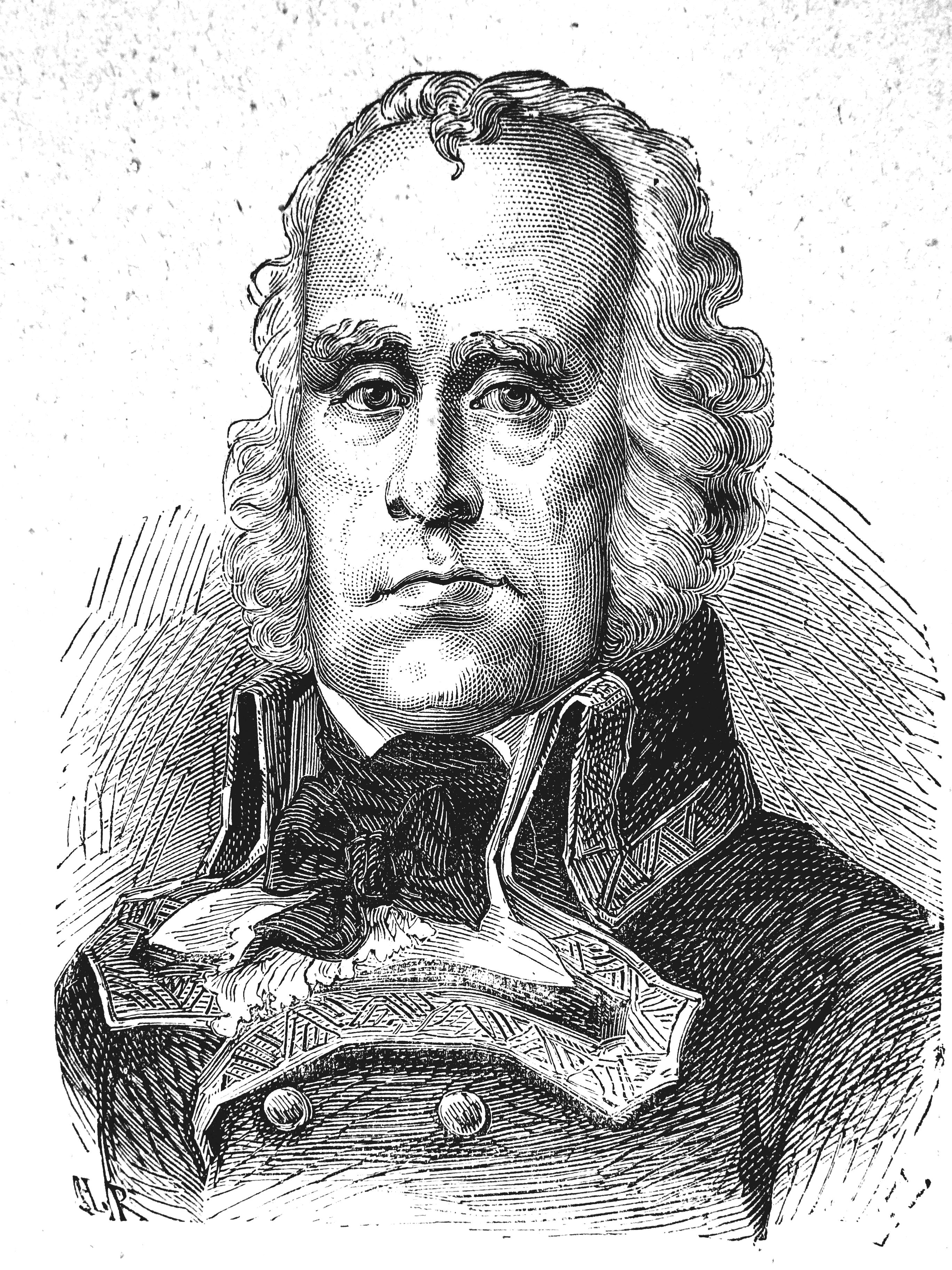
Jean-Nicolas Houchard

Jean-Nicolas Houchard (* 24. Januar 1738 in Forbach, Lothringen; † 17. November 1793 in Paris) war ein französischer Général de division.

## Leben
Houchard machte als Gemeiner im Régiment Royal-Allemand cavalerie den Siebenjährigen Krieg mit. Beim Ausbruch der Revolution war er Capitaine im Dragonerregiment Bourbon und wurde 1792 Colonel eines Regiments Chasseurs à cheval (Jäger zu Pferde). In dieser Position zeichnete er sich unter Adam-Philippe de Custine so aus, dass ihm 1793 an dessen Stelle der Oberbefehl über die Rhein-, dann über die Nordarmee übertragen wurde.

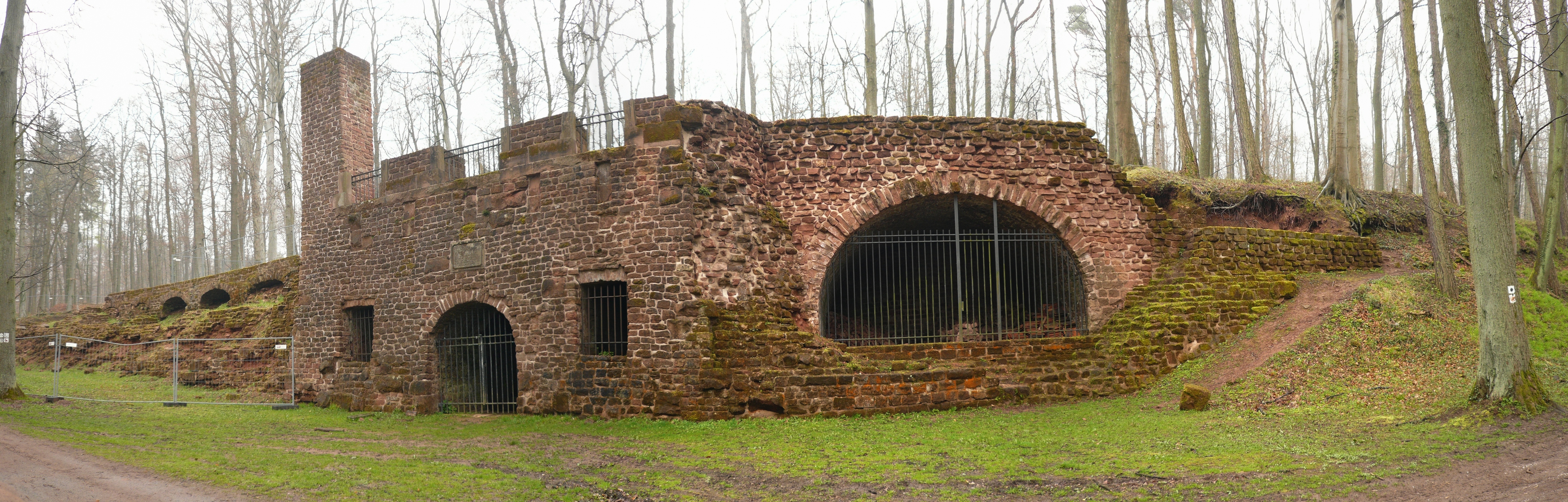
Die 1793 von Houchard zerstörte Orangerie auf dem Karlsberg bei Homburg

Er brach mit seinem Korps am 6. September 1793 aus seiner Position bei Steenvoorde und Bailleul hervor, warf das 18.000 Mann starke Beobachtungsheer des Feldmarschalls Freytag auf Hondschoote zurück und nahm am 8. September auch diese Position. Infolgedessen musste der Herzog von York die Belagerung von Dünkirchen, das Lazare Hoche verteidigte, aufheben und so war der Plan der Alliierten, in Frankreich selbst einzudringen, vereitelt.

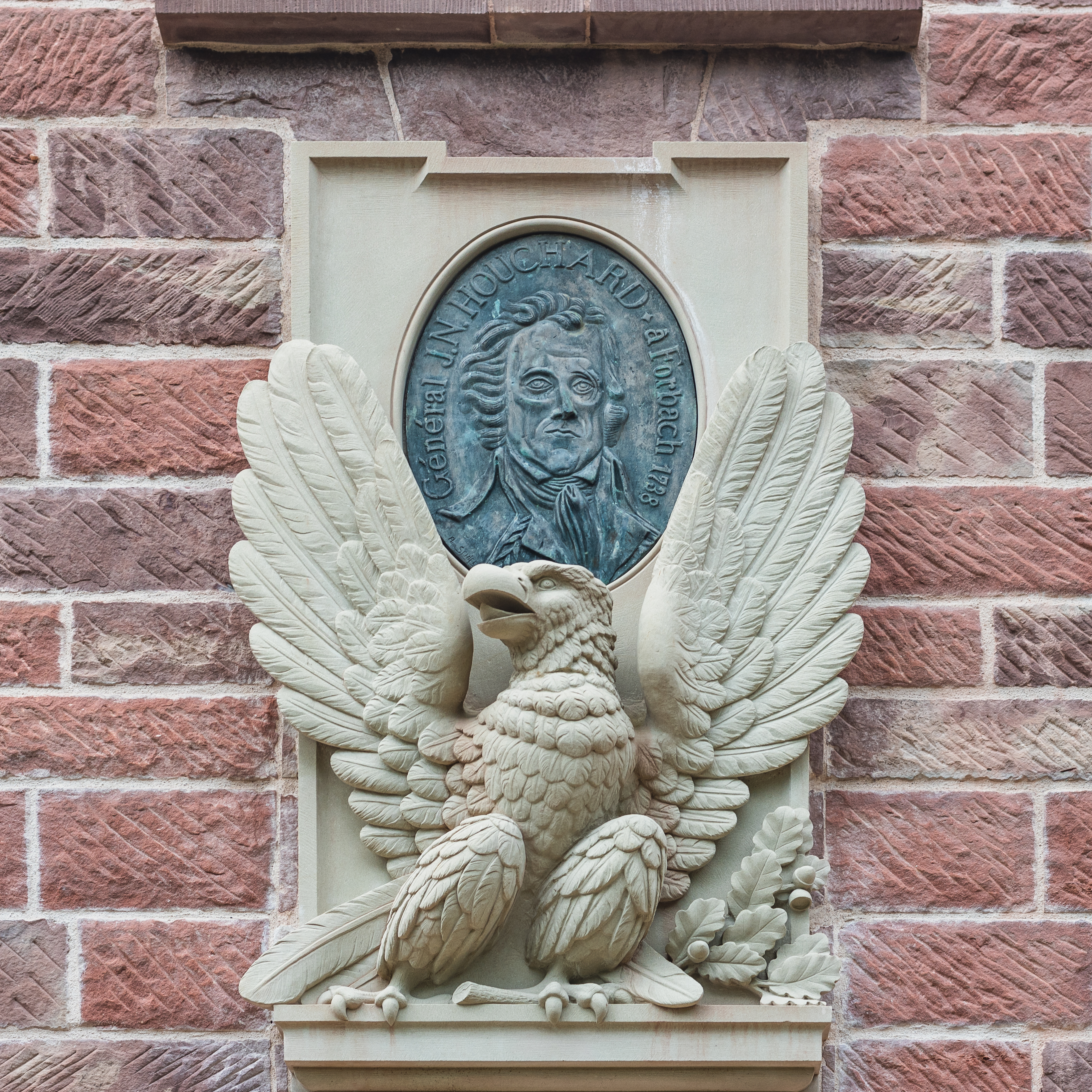
Denkmal an Houchard an dem Château du Schlossberg in Forbach

Am 13. September schlug Houchard die Holländer bei Menen, erlitt aber selbst am 15. September bei Courtrai durch den österreichischen General Beaulieu eine Niederlage. Er wurde deshalb auf Befehl der Nationalkonvents verhaftet, vom Revolutionstribunal als Vaterlandsverräter zum Tod verurteilt und am 17. November 1793 in Paris guillotiniert.

## Ehrungen
Sein Name ist am Triumphbogen in Paris in der 3. Spalte eingetragen.